# Nieuport 14
Nieuport 14 byl dvouplošný průzkumný letoun vyráběný ve Francii v době první světové války. Po jeho zasazení do bojů začalo být zřejmé, že typ nedosahuje požadovaných výkonů a proto byl brzy stažen z prvoliniové služby a užíván jako cvičný.

## Kosntrukce
Typ byl vyvinut v létě 1915 v odpověď na požadavek Aéronautique militaire na dvoumístný průzkumný stroj disponující akčním rádiem 300 km s nákladem pum. Konstrukce firmy Nieuport byla založena na jejím průzkumném typu Nieuport 12, s prodlouženým trupem, vyvažujím hmotnost osmiválcového vidlicového motoru Hispano-Suiza 8A, a zvětšeným rozpětím křídel, která byla opatřena dalším párem mezikřídelních vzpěr:s.41 ve tvaru písmene „V“. Rozpětí horního křídla bylo větší než spodního, jak bylo u tehdejších typů firmy obvyklé.
Kapalinové chladiče typu Hazet byly umístěny na bocích trupu.:s.41 
Osádka stroje měla stanoviště ve společném kokpitu tandemového uspořádání, u prototypu seděl pilot vzadu a pozorovatel na předním sedadle, ale u sériových strojů bylo jejich rozmístění obráceno a pozorovatel v nich současně obsluhoval kulomet Lewis na lafetě Étévé.:s.41
Zakázka na prvních šest kusů byla zadána v listopadu 1915.:s.41
Tři Nieuporty 14 byly upraveny pro účely zkoušek: jeden s výřezy ve spodním křídle majícími zlepšit výhled osádky směrem dolů a motorem Lorraine-Dietrich 8A o výkonu 180 hp (134,2 kW), další s motorem Hispano-Suiza o výkonu 150 hp (111,85 kW) a třetí s motorem Hispano-Suiza o výkonu 220 hp (160 kW) a horním křídlem srpkovitého tvaru.:s.43
Po neúspěchu letounu v bojové úloze byly vyrobené kusy upraveny na cvičné stroje Nieuport 14 D.2 a Nieuport 82 D.2.
Dalším zvětšením rozměrů původní konstrukce vznikl prototyp bombardéru Nieuport 15.

## Nasazení
Sériové stroje se u francouzských leteckých jednotek objevily na jaře roku 1916, a před koncem roku jich na frontě u několika různých letek, kde nahrazovaly stárnoucí stroje Voisin, sloužilo okolo dvaceti kusů. Kromě nedostatečných výkonů, zjištěných brzy po nasazení letounu do akcí, se typ potýkal i s problémy s nedostatečně účinnými chladiči.:s.418 Během podzimu pak byl letoun stažen z první linie a pod označením Nieuport 14 École předán výcvikovým jednotkám. Úpravou později vznikla specializovaná cvičná varianta s dvojím řízením a rotačním motorem Le Rhône o výkonu 80 hp Nieuport 14 D.2. Na jejím základě poté vznikl dále zdokonalený cvičný typ Nieuport 82 D.2, přezdívaný Grosse Julie („Těžká Julie“), který se vyznačoval plochou křídel zmenšenou na 28 m²:s.43 a pomocným párem podvozkových noh majícím zamezit možnost převrácení letounu na nos při vzletu a přistání.
O typ původně projevila zájem i britská Royal Naval Air Service, která objednala 50 exemplářů, ale zakázka nebyla realizována.:s.375 Jediným zahraničním uživatelem se stala Brazílie, která získala sedm kusů Nieuportu 82, jež do roku 1924 užívala k výcviku ve Škole vojenského letectva (Escola de Aviação Militar).:s.418

## Varianty

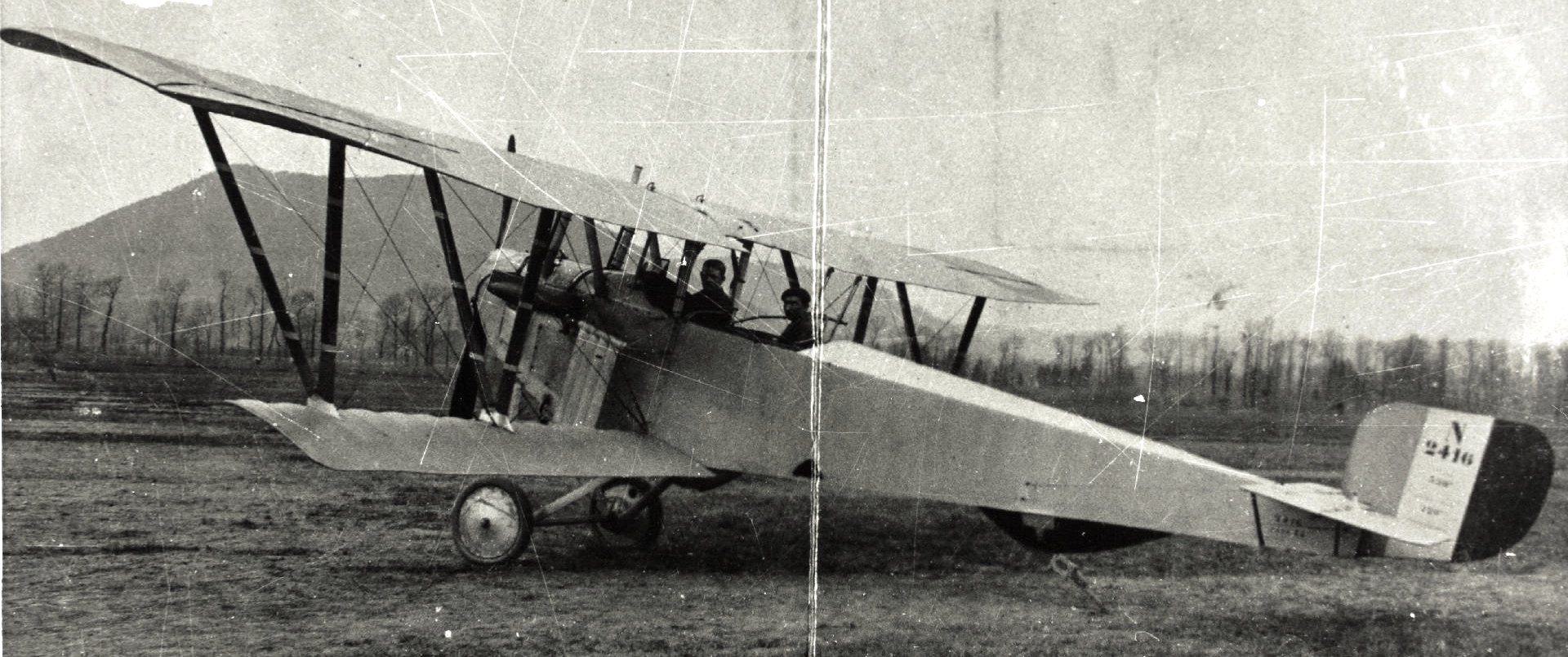
Nieuport 14

Nieuport 14 A.2
Průzkumný letoun původního sériového provedení.
Nieuport 14 E.2
Označení pro původní letoun nasazený jako cvičný.
Nieuport 14 D.2
Cvičný letoun s dvojím řízením a rotačním motorem Le Rhône o výkonu 80 hp. Některé exempláře pravděpodobně měly pomocná podvozková kola stejného provedení jako Nieuport 82.
Nieuport 82 D.2
Překonstruovaný cvičný letoun s motorem Le Rhône, zmenšenou plochou křídel a druhým párem podvozkových kol vepředu, majících zamezit převrácení stroje při vzletu a přistání.

## Uživatelé
- Francie
  - Aéronautique militaire
- Brazílie
  - Brazilské armádní letectvo (Nieuport 82)[1]:s.418

## Specifikace

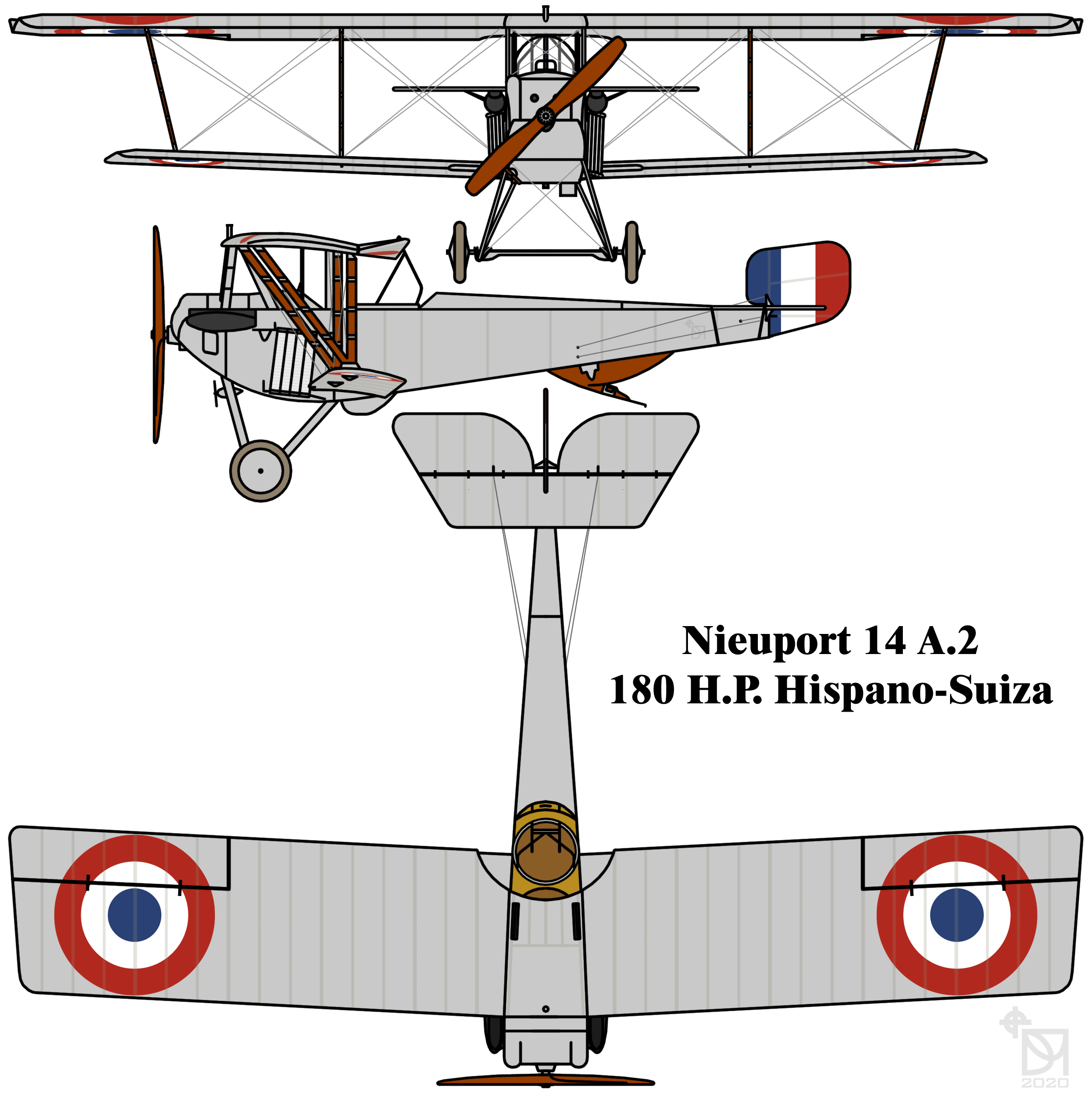
Třípohledový nákres Nieuportu 14

Údaje platí pro variantu Nieuport 14 A.2:s.374

### Technické údaje
- Osádka: 2 (pilot a pozorovatel)
- Délka: 7,9 m
- Rozpětí: 11,9 m
- Výška: 2,65 m
- Nosná plocha: 30 m²
- Prázdná hmotnost: 620 kg[5]:s.44
- Vzletová hmotnost: 970 kg[5]:s.44
- Pohonná jednotka: 1 × vidlicový osmiválec Hispano-Suiza 8Aa
- Výkon pohonné jednotky: 175 hp (130,5 kW)

### Výkony
- Maximální rychlost: 
  - na úrovni mořské hladiny: 155 km/h[5]:s.44
  - ve výši 2000 m: 138 km/h[5]:s.44
- Výstup do 2000 m: 15 minut[5]:s.44
- Výstup do 3000 m: 27 minut[5]:s.44
- Vytrvalost: 3 hodiny[4]
- Dostup: 3 800 m[4]

### Výzbroj
- 1 × pohyblivý kulomet Lewis ráže 7,7 mm
- 4 × puma ráže 12 cm o hmotnosti 10 kg